# Party Zone 5
Party Zone 5 är ett samlingsalbum som gavs ut av skivbolaget 12INC 1995.

## Låtlista
1. Shaggy - Boombastic
2. Herbie - Big funky dealer
3. Infinite Mass - Area turns red
4. Amadin - Fonky
5. Clubland - Gimme love gimme all
6. N-trance - Stayin' Alive
7. Corona - I don't wanna be a star
8. The Original - I luv u baby
9. Happy Clappers - Hold on
10. Alex Party - Wrap me up
11. The Outhere Brothers - Lalala hey hey
12. Poco Loco - I'm the one
13. Eurogroove - It's on you
14. K.C. Linn - Got to get it on
15. Alexia - Me and you
16. Melodie MC - Bomba Deng
17. Dr. Alban - This time I'm free
18. Army of Lovers - Give my life
19. Jinny - Keep warm
20. Candy Girls - Fee fi fo fum